# О любви на всю жизнь
«О любви на всю жизнь» — условное название стихотворения римского поэта Гая Валерия Катулла, включённого в состав посмертного сборника («Книги Катулла Веронского») под номером 109. Автор здесь обращается к своей жизни и к богам с просьбой скрепить договор о «безмятежной любви».
Исследователи отмечают, что слова «дружбы святой договор», звучащие в этом стихотворении, являются программными для лирики Катулла. Они взяты из дипломатической терминологии, их использовал ряд латинских историков.